# Cuatro Naciones de Rugby League 2014
El Cuatro Naciones de Rugby League 2014 fue la octava edición del Cuatro Naciones de Rugby League.

## Equipos
- Australia
- Inglaterra
- Nueva Zelanda
- Samoa

## Fase de grupos
| Equipo        | Encuentros | Encuentros | Encuentros | Encuentros | Tantos  | Tantos    | Tantos     | Puntos |
| Equipo        | jugados    | ganados    | empatados  | perdidos   | a favor | en contra | diferencia | Puntos |
| ------------- | ---------- | ---------- | ---------- | ---------- | ------- | --------- | ---------- | ------ |
| Nueva Zelanda | 3          | 3          | 0          | 0          | 60      | 38        | +22        | 6      |
| Australia     | 3          | 2          | 0          | 1          | 72      | 60        | +12        | 4      |
| Inglaterra    | 3          | 1          | 0          | 2          | 58      | 58        | 0          | 2      |
| Samoa         | 3          | 0          | 0          | 3          | 42      | 110       | −68        | 0      |

Nota: Se otorgan 2 puntos al equipo que gane un partido, 1 al que empate y 0 al que pierda.
|  | Clasifican a la final |

## Final
| 15 de noviembre | Nueva Zelanda | 22 - 18 | Australia | Estadio Westpac, Wellington     |  |
|                 |               |         |           | Asistencia: 25.093 espectadores |  |

| Bandera de Nueva Zelanda |
| Campeón Nueva Zelanda    |
| Tercer título            |